# Траксель, Эдуард Георгиевич
Эдуард Георгиевич Траксель (род. 1929 год, Котельниково, Крым) — комбайнёр колхоза имени Калинина Келлеровского района Кокчетавской области, Казахская ССР. Герой Социалистического Труда (1981).

## Биография
Родился в 1929 году в селе Котельниково (сегодня — Красногвардейский район, Крым).
С 1948 года трудился механизатором, комбайнёром на Северной МТС Кокчетавской области. С 1958 года — комбайнёр колхоза имени Калинина Келлеровского района.
Ежегодно перевыполнял производственный план. Указом Президиума Верховного Совета СССР от 19 февраля 1981 года удостоен звания Героя Социалистического Труда «за выдающиеся успехи, достигнутые в выполнении планов и социалистических обязательств по продаже государству в 1980 году миллиарда пудов зерна и перевыполнении планов десятой пятилетки по производству и закупкам хлеба и других сельскохозяйственных продуктов».
Проживал в Аккайынском районе.
Награды
- медаль «Серп и Молот» (19.02.1981)
- три ордена Ленина (11.01.1957; 19.04.1967; 19.02.1981)
- два ордена Трудового Красного Знамени (21.08.1951; 24.12.1976)